# Jacques Paisible
Jacques Paisible, auch James Paisible genannt, (* um 1656 vermutlich in Versailles; begraben 17. August 1721 in London) war ein französischer Blockflötist und Komponist.

## Leben
Jacques Paisible entstammte einer am französischen Hof tätigen Musikerfamilie, er kam etwa 1673 mit dem französischen Komponisten Robert Cambert nach England. Seine erste Erwähnung erfolgte im Zusammenhang mit der Aufführung der Masque Calisto von Nicholas Staggins († 1700). Ab 1677 war Paisible Hofmusiker und ab 1685 gehörte er unter James II. zur King's Musick. 1693 wurde er Hofkomponist des künftigen Königs Georg von Dänemark in London, bis zu dessen Krönung im Jahr 1702. 
Paisible komponierte einige Bühnenwerke für mehrere Londoner Theater und verschiedene Sammlungen Flötenmusik und Tänze. Paisibles Kompositionen sind virtuos und im französischen Stil gehalten, erst im Spätwerk werden italienische Einflüsse spürbar.

## Werke (Auswahl)
- „Rare en tout“, Comédie-Ballet (1677)
- „The Humor of Sir Falstaff“ (1700)
- „King Edward III.“ (um 1700)
- „Love Stratagen“ (1701)
- „She Wou’d & She Wou’d not“
- „The Complete Flute-Master“ (1695)
- 6 Sonaten für 2 Blockflöten op. 1 (1702)
- „Mr. Isaak’s New Dances Master for her Majesty’s Birthday“ (1704)
- „Six Setts of Aires“ für 2 Blockflöten und B. c. op. 2 (1720)
- 13 Sonaten für Blockflöte und B. c.
- 4 Suiten für Blockflöte und B. c.
- „Sonata for two Trumpets or Hautbois, two violins, Tenor and Basses in D“